# Deferribacteres
Classe
Synonymes
- Deferribacteria Cavalier-Smith 2020
- Ferrobacteria Cavalier-Smith 2002

Les Deferribacteres sont une classe monotypique de bacilles Gram négatifs du phylum des Deferribacterota. Son nom provient de Deferribacter qui est le genre type de cette classe.
Selon la LPSN (27 avril 2025) cette classe ne comporte qu'un seul ordre, les Deferribacterales Huber & Stetter 2002.

## Taxonomie
Le nom correct complet (avec auteur) de ce taxon est Deferribacteres Huber & Stetter 2002.
Le genre type de cette classe est Deferribacter Greene et al. 1997.

### Étymologie
L'étymologie de cette classe est la suivante : De.fer.ri.bac’te.res. N.L. masc. n. Deferribacter, genre type de l'ordre type de cette classe; N.L. masc. pl. n. Deferribacteres, la classe des Deferribacterales (nominatif pluriel de Deferribacter).

### Synonymie
Deferribacteres a pour synonymes :
- Deferribacteria Cavalier-Smith 2020
- Ferrobacteria Cavalier-Smith 2002